# 南大高車站
南大高車站（日语：／ Minami-ōdaka eki */?）是一由東海旅客鐵道（JR東海）所經營的鐵路車站，位於日本愛知縣名古屋市綠區大高町字池之內，是東海道本線沿線的車站之一。南大高是東海道本線名古屋附近路段最晚修築的新車站之一，根據JR的特定都區市內制度，本站是東海道本線上歸屬「名古屋市內」範圍的諸站之中位置最南的一站。在實際的站務經營上，是個由JR東海委託給子公司東海交通事業所代為經營的業務委託車站，設有綠窗口。

## 車站結構
車站為地面車站。月台合計2面3線。

### 月台配置
| 月台 | 路線       | 方向 | 目的地           |
| ---- | ---------- | ---- | ---------------- |
| 1、2 | 東海道本線 | 下行 | 名古屋、大垣方向 |
| 3    | 東海道本線 | 上行 | 豐橋、武豐方向   |

## 使用情況
根據「名古屋市統計年鑑」，2018年（平成30年）度1日平均上車人次為6,845人。
各年度的1日平均上車人次如下表。
| 年度   | 1日平均 上車人次 |
| ------ | ---------------- |
| 2008年 | 3,266            |
| 2009年 | 3,161            |
| 2010年 | 4,343            |
| 2011年 | 4,819            |
| 2012年 | 5,319            |
| 2013年 | 5,657            |
| 2014年 | 6,211            |
| 2015年 | 6,458            |
| 2016年 | 6,738            |
| 2017年 | 6,719            |
| 2018年 | 6,845            |

## 相鄰車站
東海旅客鐵道（JR東海）
 東海道本線
■特別快速、■新快速、■快速、■區間快速
通過
■普通
共和（CA61）－南大高（CA62）－大高（CA63）

### 來源
1. 1 2  駅掲示用時刻表の案内表記。これらはJR東海公式サイトの各駅の時刻表 （页面存档备份，存于）で参照可能（2015年1月現在）。

## 外部連結
- 南大高 - 東海旅客鐵道